# Petre Capusta
Petre Capusta (* 14. Juni 1957 in Sarichioi) ist ein ehemaliger rumänischer Kanute.

## Erfolge
Petre Capusta, der für Dinamo Bukarest aktiv war, nahm im Zweier-Canadier an den Olympischen Spielen 1980 in Moskau teil. Er ging dabei mit Ivan Patzaichin über 500 Meter an den Start und qualifizierte sich mit ihm als Zweiter des ersten Vorlaufs direkt für das Finale. Dieses schlossen sie wie schon den Vorlauf hinter den siegreichen Ungarn László Foltán und István Vaskuti auf dem zweiten Platz ab und gewannen somit die Silbermedaille. Dritte wurden die Bulgaren Borislaw Ananiew und Nikolai Ilkow.
Bereits ein Jahr zuvor gelang Capusta und Patzaichin in Duisburg bei den Weltmeisterschaften in derselben Disziplin der Titelgewinn. Im Zielsprint setzten sie sich knapp gegen Sergei Petrenko und Alexander Winogradow aus der Sowjetunion durch.